# هایسل

## معرفی
هایسل یکی از اپراتورهای رسمی مجازی شرکت پست در ایران است که در زمینه حمل و انتقال مرسولات ، سرویس خرید پستی و لاجستیک فعالیت می کند.